# ایست هیل-مریدین، واشینگتن
ایست هیل-مریدین (به انگلیسی: East Hill-Meridian) یک منطقهٔ مسکونی در ایالات متحده آمریکا است که در شهرستان کینگ، واشینگتن واقع شده‌است. ایست هیل- مریدین ۲۳٫۲ کیلومتر مربع مساحت و ۲۹٬۸۷۸ نفر جمعیت دارد.